# Claude Dambury
Claude Dambury (ur. 30 lipca 1971 w Kajennie) – piłkarz, reprezentant Gujany Francuskiej. Rozegrał 27 spotkań i zdobył 1 bramkę w Division 1.

## Kariera reprezentacyjna
W reprezentacji Gujany Francuskiej zadebiutował w 2008. W sumie w reprezentacji wystąpił w 2 spotkaniach.

## Statystyki
| Reprezentacja Gujany Francuskiej | Reprezentacja Gujany Francuskiej | Reprezentacja Gujany Francuskiej |
| Rok                              | Mecze                            | Gole                             |
| -------------------------------- | -------------------------------- | -------------------------------- |
| 2008                             | 2                                | 0                                |
| Razem                            | 2                                | 0                                |